# Mandjelia nuganuga
Mandjelia nuganuga is een spinnensoort uit de familie Barychelidae. De soort komt voor in Queensland.